# کسکید-چیپیتا پارک (کلرادو)
کسکید-چیپیتا پارک (به انگلیسی: Cascade-Chipita Park) یک منطقهٔ مسکونی در ایالات متحده آمریکا است که در شهرستان ال پاسو، کلرادو واقع شده‌است. کسکید-چیپیتا پارک ۳۴٫۹ کیلومتر مربع مساحت و ۱٬۶۵۵ نفر جمعیت دارد و ۲٬۳۷۶ متر بالاتر از سطح دریا واقع شده‌است.